# Vanvey
Vanvey település Franciaországban, Côte-d’Or megyében. Lakosainak száma 239 fő (2022. január 1.). Vanvey Louesme, Maisey-le-Duc, Villiers-le-Duc és Voulaines-les-Templiers községekkel határos.

## Népesség
A település népessége az elmúlt években az alábbi módon változott:
| Lakosok száma | 563  | 332  | 356  | 279  | 221  | 229  | 233  | 232  | 231  | 239  |
|               | 1968 | 1982 | 1990 | 2006 | 2013 | 2015 | 2017 | 2019 | 2020 | 2022 |